# Landschaftsschutzgebiet Quellrinnen
Das Landschaftsschutzgebiet Quellrinnen mit 2,3 ha Flächengröße liegt im Stadtgebiet Arnsberg. Bei der Neuaufstellung des Landschaftsplanes Arnsberg durch den Kreistag 2021 wurde das Landschaftsschutzgebiet (LSG) als LSG Typ C (Wiesentäler, Schutz bedeutsamen Extensivgrünlandes)  ausgewiesen. Von 1998 bis 2021 gehörten zwei Teilflächen zum Landschaftsschutzgebiet Glösingen-Oeventrop und die beiden anderen waren als Geschützter Landschaftsbestandteil Siepen mit Gebüsch und Geschützter Landschaftsbestandteil Quellsiepen ausgewiesen.

## Beschreibung
Das Landschaftsschutzgebiet besteht aus vier Teilflächen. Das LSG wird von Grünland und Wald an zur Ruhr entwässernden Kerbtälchen eingenommen. Als Entwicklungsmaßnahme sollen die entlang dem Siepenbach vorhandenen Fichten in extensives Grünland umgewandelt oder alternativ durch standortgerechtes, heimisches Laubholz ersetzt werden. Für alle vier Teilflächen wird eine extensive Grünlandnutzung im Rahmen des Kulturlandschaftspflegeprogrammes angestrebt.
Zum Wert des LSG führt der Landschaftsplan aus: „In dem intensiv landwirtschaftlich genutzten Gewann östlich des Flammberges sind sie gliedernde Elemente in der einförmigen Topographie.“

## Schutzzwecke für das LSG
Laut Landschaftsplan erfolgte die Ausweisung des LSG wie aller anderen von Typ C im Landschaftsplangebiet zur:
- „Ergänzung der NSG-Festsetzungen der Talauen zu einem Grünlandbiotop-Verbundsystem, das Tieren und Pflanzen Wanderungs- und Ausbreitungsmöglichkeiten schafft und damit der Erhaltung der Leistungsfähigkeit des Naturhaushalts dient. Zum Aspekt “Leistungsfähigkeit des Naturhaushalts” zählt auch, dass große Teile durch (Grund-)Wassernähe, oberflächliche Vernässung oder regelmäßige Überschwemmung selbst Rückzugsräume für Lebensgemeinschaften sind, die in der Ackerflur keine Existenzgrundlage haben. Gleichzeitig wirken die offenen Talauen aufgrund ihrer überwiegenden Lage im waldreichen Plangebiet gliedernd und belebend im Bild der Landschaft und tragen damit zur Sicherung ihrer Vielfalt, Eigenart und Schönheit bei.“
- „Ein weiterer Schutzzweck ist die Erhaltung der Nutzungsfähigkeit der Naturgüter durch den Schutz fruchtbarer Talböden vor Erosion und durch die Sicherung der Grundwasserneubildung auf Flächen, die eine überdurchschnittliche potenzielle Bedeutung für die Trinkwasser-Gewinnung besitzen. Da der Pflanzenschutz- und Düngemittelaufwand auf Grünland im Verhältnis zum Ackerland in der Regel geringer ist, stellt diese Nutzung einen Kompromiss zwischen der - hinsichtlich des Trinkwasserschutzes optimalen – Laubwaldnutzung und den sonstigen Erfordernissen der Talraumbehandlung (s. o.) dar.“
- „Weiterhin sollen (Extensiv-)Grünlandflächen erhalten werden, die hervorgehobene Bedeutung für den Biotop- und Artenschutz haben.“[1]

## Rechtliche Vorschriften
Im Landschaftsschutzgebiet ist unter anderem das Errichten von Bauten verboten. Wie in den anderen Landschaftsschutzgebieten vom Typ A in Arnsberg besteht im LSG ein Verbot der Erstaufforstung und Weihnachtsbaum-, Schmuckreisig- und Baumschul-Kulturen anzulegen. Anders als bei den LSGs vom Typ A und B ist es verboten, Grünland und Grünlandbrachen in Acker oder andere Nutzungen umzuwandeln.